# Кущавник довгоногий
Куща́вник довгоногий (Cincloramphus rufus) — вид горобцеподібних птахів родини кобилочкових (Locustellidae). Ендемік Фіджі.

## Опис
Довжина птаха становить 17 см, вага 24 г. На голові помітні білі смуги, які ідуть від дзьоба до потилиці. Верхня частина голови яскраво-коричнева. Верхня частина тіла рудувато-коричнева з оливковим відтінком. Крила і хвіст рудувато-коричневі. Горло і груди білі. Боки рудувато-коричневі, гузка коричнева. Очі карі, дзьоб сірий. Лапи міцні, рожевуваті. Хвіст довгий, округлий на кінці. Виду не притаманний статевий диморфізм.

## Підвиди
Виділяють два підвиди:
- C. r. rufus (Reichenow, 1891) — острів Віті-Леву;
- C. r. cluniei (Kinsky, 1975) — острів Вануа-Леву.

## Поширення і екологія
Довгоногі кущавники мешкають на островах Віті-Леву і Вануа-Леву. Вони живуть в густому підліску вологих гірських тропічних лісів, поблизу річок і струмків. Зустрічаються на висоті до 1000 м над рівнем моря.

## Збереження
Довгоногий кущавник був вперше відкритий в 1890 році. До 1894 року було зібрано 4 зразки цього виду, після чого він не спостерігався до 1974 року (не враховуючи неперевірені свідчення). В 1974 році також був відкритий підвид довгоногого кущавника C. r. cluniei, який, однак, з того часу більше не спостерігався. В 2003 році науковці з BirdLife International відкрили нову популяцію довгоногих кущавників на острові Віті-Леву.
МСОП класифікує цей вид як таий, що перебуває під загрозою зникнення. За оцінками дослідників, популяція довгоногих кущавників становить від 50 до 250 птахів (хоча, можливо, існують досі невідомі популяції цього виду). Їм загрожує знищення природного середовища, а також інтродуковані хижаки.